# Ford Pinto
Ford Pinto - субкомпактний автомобіль, що випускався компанією Ford Motor Company для покупців у Північній Америці починаючи з 11 вересня 1970 по 1980 модельний рік. Назва Pinto означає пегу масть коня. Спочатку пропонувався у варіанті дводверного седана. У наступному році Ford запропонував моделі хетчбека Runabout і фургона, що конкурували на американському ринку з AMC Gremlin і Chevrolet Vega, також як і імпортні машини VW, Datsun і Toyota. Pinto був популярний, і до січня 1971 року продали близько 100 000 машин. Протягом останнього модельного року Форд побудував 68 179 машин.
Варіант під новою торговою маркою, Mercury Bobcat було представлено 1974 року у Канаді, і з березня 1975 — США. Після закінчення свого випуску як Pinto, так і Ford Fiesta, що належить до нижчого розмірного класу, імпортований з Європи, були повністю замінені передньопривідним Ford Escort.
Репутація Pinto була сильно зіпсована суперечками щодо безпеки конструкції його паливного бака. Відкликання вироблених машин виробником у 1978 році та подальші дослідження показали, що в порівнянні з іншими машинами цього класу, безпека автомобілів Pinto як мінімум така сама або більша.

## Двигуни
- 1.6 L Kent I4
- 2.0 L EAO I4
- 2.3 L L23 I4
- 2.8 L Cologne V6

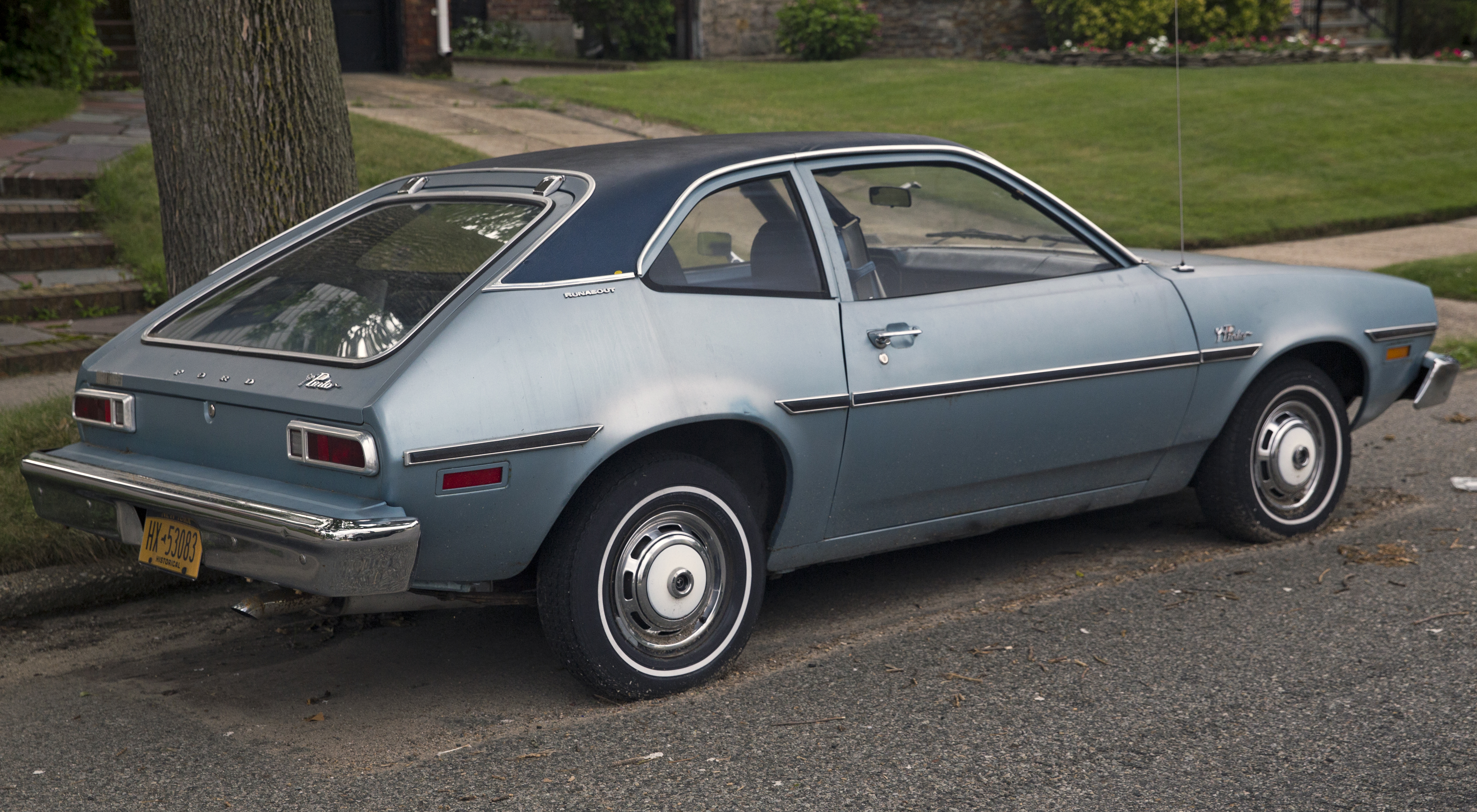
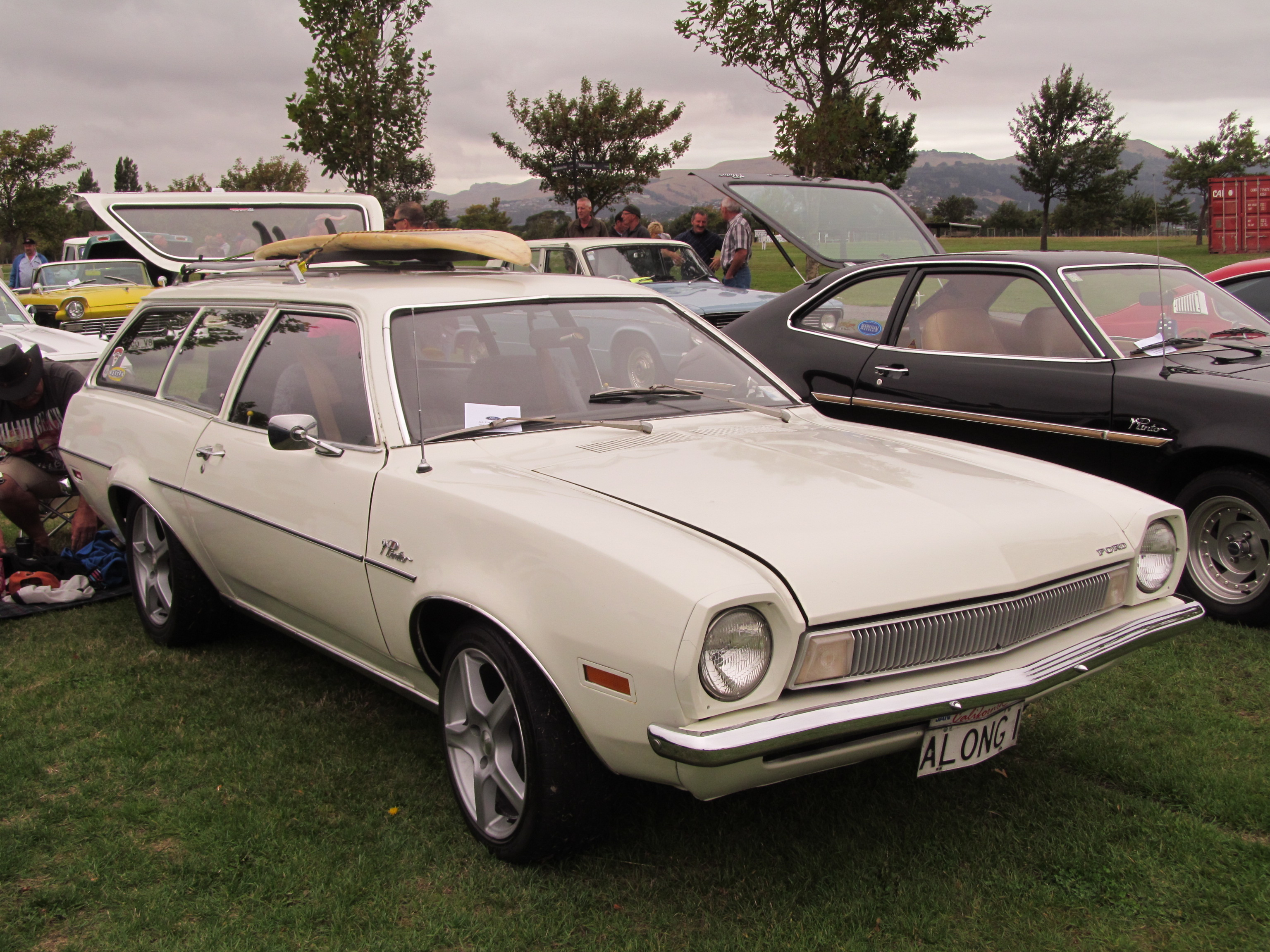
Ford Pinto Wagon
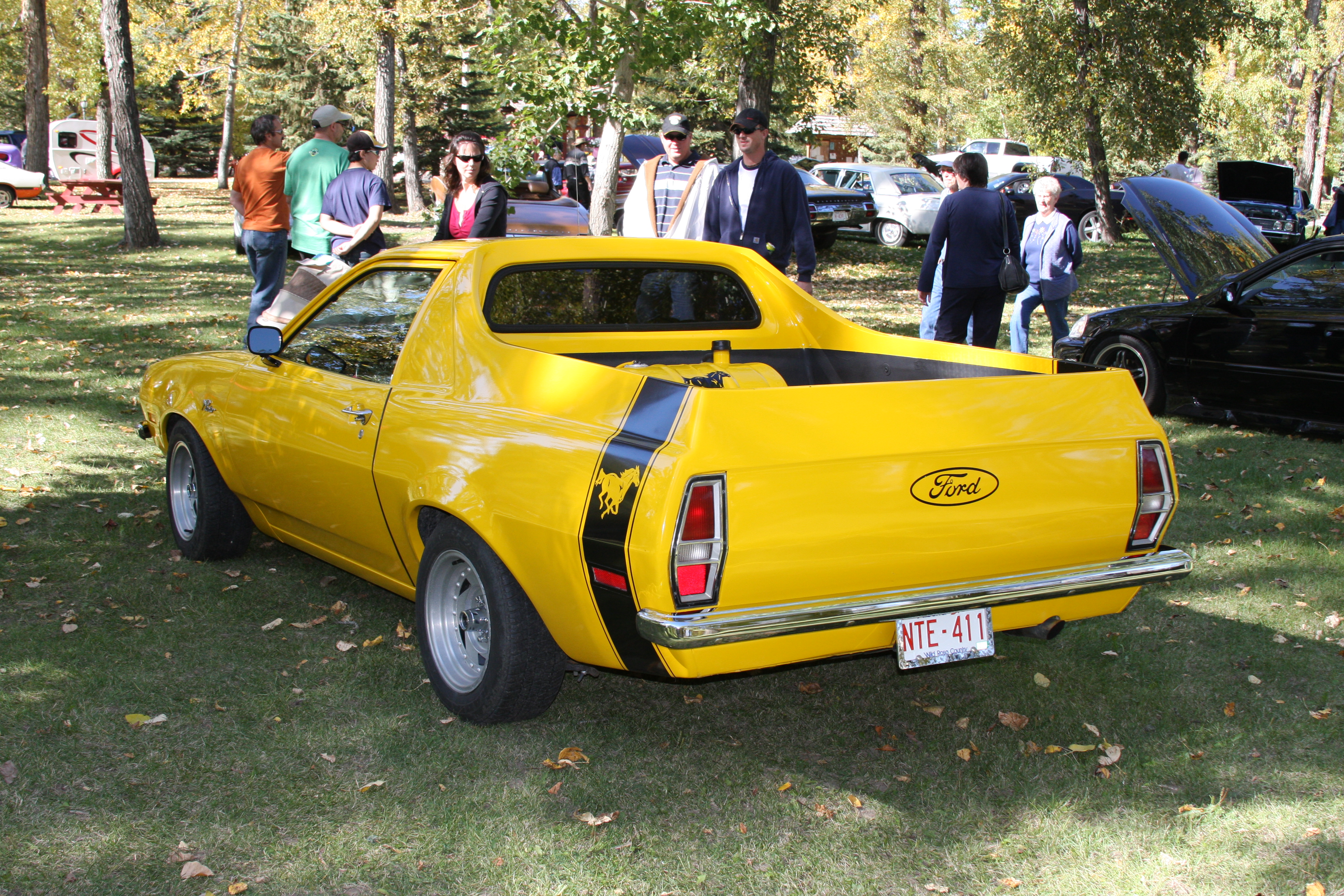
Ford Pinto Truck
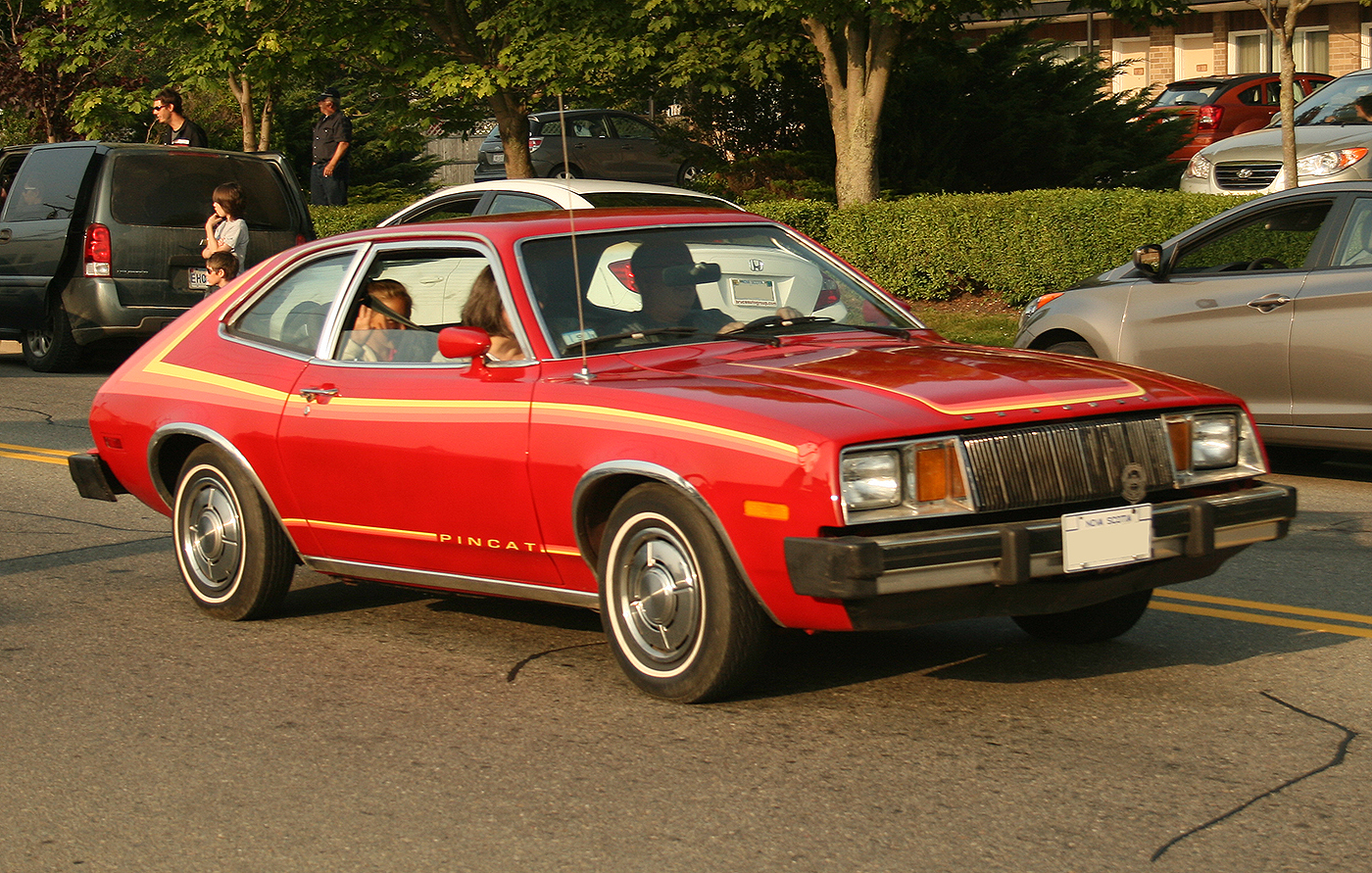
Mercury Bobcat Pincat
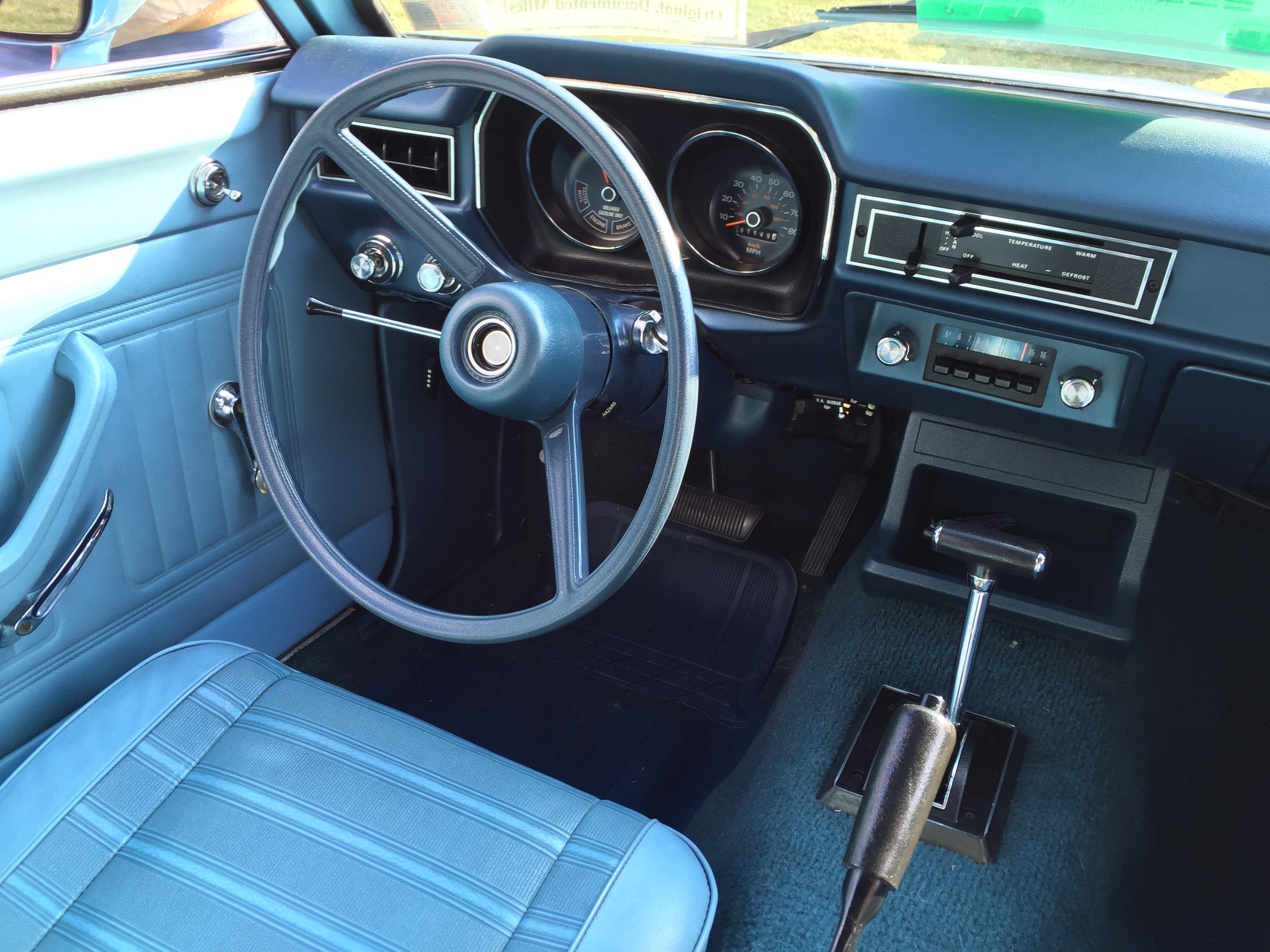